# Liste des genres d'animaux du Mésozoïque
Cette liste répertorie les genres d'animaux préhistoriques du Mésozoïque par ordre alphabétique accompagnés de leurs époques respectives d'apparition. Cet article ne répertorie pas tous les animaux du Mésozoïque mais un maximum d'entre eux sont cités.
- Haut – A
- B
- C
- D
- E
- F
- G
- H
- I
- J
- K
- L
- M
- N
- O
- P
- Q
- R
- S
- T
- U
- V
- W
- X
- Y
- Z

## A
- Aardonyx (Jurassique supérieur)
- Abelisaurus (Crétacé supérieur)
- Abrictosaurus (Jurassique inférieur)
- Abrosaurus (Jurassique moyen)
- Abydosaurus (Crétacé inférieur)
- Abyssosaurus (Crétacé inférieur)
- Acamptonectes (Crétacé inférieur)
- Acanthopholis (Crétacé inférieur)
- Achelousaurus (Crétacé supérieur)
- Achillesaurus (Crétacé supérieur)
- Achillobator (Crétacé supérieur)
- Acinacodus (Crétacé inférieur)
- Acrocanthosaurus (Crétacé inférieur)
- Acteosaurus (Crétacé supérieur)
- Adamantinasuchus (Crétacé supérieur)
- Adamantisaurus (Crétacé supérieur)
- Adasaurus (Crétacé supérieur)
- Aegyptosaurus (Crétacé supérieur)
- Agathaumas (Crétacé supérieur)
- Agilisaurus (Jurassique moyen)
- Alamosaurus (Crétacé supérieur)
- Albertosaurus (Crétacé supérieur)
- Alioramus (Crétacé supérieur)
- Alligatorellus (Jurassique supérieur)
- Alligatorium (Jurassique supérieur)
- Allodaposuchus (Crétacé supérieur)
- Allosaurus (Jurassique supérieur)
- Amaltheus (Jurassique inférieur)
- Amargasaurus (Crétacé inférieur)
- Ammonite (du Dévonien au Crétacé supérieur)
- Anhanguera (Crétacé inférieur)
- Anatosuchus (Crétacé inférieur)
- Anatotitan (Crétacé supérieur)
- Anchisaurus (Jurassique inférieur)
- Anhanguera (Crétacé inférieur)
- Ankylosaurus (Crétacé supérieur)
- Antarctosaurus (Crétacé supérieur)
- Anshunsaurus (Trias supérieur)
- Antetonitrus (Trias supérieur)
- Anurognathus (Jurassique supérieur)
- Apatosaurus (Jurassique supérieur)
- Archaeopteryx (Jurassique supérieur)
- Archaeornithomimus (Crétacé supérieur)
- Archelon (Crétacé supérieur)
- Argentinosaurus (Jurassique supérieur)
- Askeptosaurus (Trias moyen)
- Atoposaurus (Jurassique supérieur)
- Aucasaurus (Crétacé supérieur)
- Avimimus (Crétacé supérieur)

## B
- Balaur (Crétacé supérieur)
- Bambiraptor (Crétacé supérieur)
- Barapasaurus (Jurassique inférieur)
- Barosaurus (Jurassique supérieur)
- Baryonyx (Crétacé inférieur)
- Batrachognathus (Jurassique inférieur)
- Beipiaosaurus (Crétacé inférieur)
- Bernissartia (Crétacé inférieur)
- Brachiosaurus (Jurassique supérieur)
- Brachylophosaurus (Crétacé supérieur)
- Brontosaurus (Jurassique supérieur)

## C
- Camarasaurus (Jurassique supérieur)
- Camptosaurus (Jurassique supérieur)
- Campylognathoides (Jurassique inférieur)
- Carcharodontosaurus (Crétacé moyen)
- Carnotaurus (Crétacé supérieur)
- Caudipteryx (Crétacé inférieur)
- Cearadactylus (Crétacé inférieur)
- Centrosaurus (Crétacé supérieur)
- Ceratosaurus (Jurassique supérieur)
- Ceresiosaurus (Trias moyen)
- Cetiosaurus (Jurassique supérieur)
- Chaohusaurus (Trias inférieur)
- Chasmosaurus (Crétacé supérieur)
- Chialingosaurus (Jurassique supérieur)
- Clarazia (Trias supérieur)
- Claosaurus (Crétacé supérieur)
- Clidastes (Crétacé supérieur)
- Coelophysis (Trias supérieur)
- Coelurosauravus (Trias inférieur)
- Compsognathus (Jurassique supérieur)
- Concavenator (Crétacé inférieur)
- Concavispina (Trias moyen)
- Corythoraptor (Crétacé supérieur)
- Corythosaurus (Crétacé supérieur)
- Cretoxyrhina (Crétacé supérieur)
- Cryolophosaurus (Jurassique inférieur)
- Cryptoclidus (Jurassique supérieur)
- Cymbospondylus (Trias supérieur)
- Cynognathus (Trias inférieur)

## D
- Dacentrurus (Jurassique supérieur)
- Daemonosaurus (Trias supérieur)
- Dakosaurus (Jurassique supérieur)
- Darwinopterus (Jurassique supérieur)
- Daspletosaurus (Crétacé supérieur)
- Deinocheirus (Crétacé supérieur)
- Deinonychus (Crétacé inférieur)
- Deinosuchus (Crétacé supérieur)
- Diabloceratops (Crétacé supérieur)
- Dicraeosaurus (Jurassique supérieur)
- Didelphodon (Crétacé supérieur)
- Dilong (Crétacé inférieur)
- Dilophosaurus (Jurassique inférieur)
- Dimorphodon (Jurassique inférieur)
- Diplodocus (Jurassique supérieur)
- Dorygnathus (Jurassique inférieur)
- « Dracorex » (Crétacé supérieur)
- Dromaeosaurus (Crétacé supérieur)
- Dromiceiomimus (Crétacé supérieur)
- Dryosaurus (Jurassique supérieur)
- Dsungaripterus (Crétacé inférieur)
- Dystrophaeus (Jurassique supérieur)

## E
- Echinodon (Crétacé inférieur)
- Edmontonia (Crétacé supérieur)
- Edmontosaurus (Crétacé supérieur)
- Elasmosaurus (Crétacé supérieur)
- Endennasaurus (Trias supérieur)
- Eomaia (Crétacé inférieur)
- Eoraptor (Trias supérieur)
- Eotyrannus (Crétacé inférieur)
- Eudimorphodon (Trias supérieur)
- Euhelopus (Crétacé inférieur)
- Euoplocephalus (Crétacé supérieur)
- Euparkeria (Trias moyen)
- Eurhinosaurus (Jurassique inférieur)
- Eustreptospondylus (Jurassique moyen)

## F
- Fabrosaurus (Jurassique inférieur)
- Fruitafossor (Jurassique supérieur)
- Fukuiraptor (Crétacé inférieur)
- Fulgurotherium (Crétacé inférieur)

## G
- Gallimimus (Crétacé supérieur)
- Gallodactylus (Jurassique supérieur)
- Gargoyleosaurus (Jurassique supérieur)
- Gastonia (Crétacé inférieur)
- Germanodactylus (Jurassique supérieur)
- Gerrothorax (Trias supérieur)
- Giganotosaurus (Crétacé supérieur)
- Gigantoraptor (Crétacé supérieur)
- Globidens (Crétacé supérieur)
- Gnathosaurus (Jurassique supérieur et Crétacé inférieur)
- Goniopholis (Jurassique supérieur)
- Gorgosaurus (Crétacé supérieur)
- Goyocephale (Crétacé supérieur)

## H
- Hadrosaurus (Crétacé supérieur)
- Halszkaraptor (Crétacé supérieur)
- Haplocanthosaurus (Jurassique supérieur)
- Hatzegopteryx (Crétacé supérieur)
- Helveticosaurus (Trias supérieur)
- Henodus (Trias supérieur)
- Heterodontosaurus (Jurassique inférieur)
- Herrerasaurus (Trias supérieur)
- Hesperornis (Crétacé supérieur)
- Himalayasaurus (Trias supérieur)
- Homalocephale (Crétacé supérieur)
- Hovasaurus (Trias moyen)
- Huayangosaurus (Jurassique supérieur)
- Hybodus (du Trias au Crétacé inférieur)
- Hyperodapedon (Trias supérieur)
- Hypselosaurus (Crétacé supérieur)
- Hypsilophodon (Crétacé inférieur)
- Hypsognathus (Trias supérieur)

## I
- Ichtyornis (Crétacé supérieur)
- Ichthyosaurus (Jurassique inférieur)
- Ichthyovenator (Crétacé inférieur)
- Iguanodon (Crétacé inférieur)
- Incisivosaurus (Crétacé inférieur)
- Irritator (Crétacé inférieur)

## J
- Jainosaurus (Crétacé supérieur)
- Janenschia (Jurassique supérieur)
- Juravenator (Jurassique supérieur)

## K
- Kaatedocus (Jurassique supérieur)
- Kannemeyeria (Trias supérieur)
- Kaprosuchus (Crétacé supérieur)
- Kentrosaurus (Jurassique supérieur)
- Kritosaurus (Crétacé supérieur)
- Kronosaurus (Crétacé inférieur)

## L
- Lagosuchus (Trias moyen)
- Lambeosaurus (Crétacé supérieur)
- Lariosaurus (Trias moyen)
- Leaellynasaura (Crétacé inférieur)
- Leedsichtys (Jurassique moyen)
- Leptoceratops (Crétacé supérieur)
- Lesothosaurus (Trias supérieur)
- Lexovisaurus (Jurassique supérieur)
- Liopleurodon (Jurassique supérieur)
- Longisquama (Trias supérieur)
- Lufengosaurus (Jurassique inférieur)
- Lycorhinus (Jurassique inférieur)
- Lystrosaurus (Trias inférieur)

## M
- Macroplata (Jurassique inférieur)
- Maiasaura (Crétacé supérieur)
- Majungasaurus (Crétacé supérieur)
- Malawisaurus (Crétacé inférieur)
- Mamenchisaurus (Jurassique supérieur)
- Mapusaurus (Crétacé supérieur)
- Massetognathus (Trias moyen)
- Massospondylus (Trias supérieur)
- Mastodonsaurus (Trias moyen)
- Melanorosaurus (Trias supérieur)
- Megalosaurus (Jurassique moyen)
- Megazostrodon (Jurassique inférieur)
- Mei long (Crétacé inférieur)
- Metriacanthosaurus (Jurassique supérieur)
- Metriorhynchus (Jurassique supérieur)
- Microcephale (Crétacé supérieur)
- Micropachycephalosaurus (Crétacé supérieur)
- Microraptor (Crétacé inférieur)
- Minmi (Crétacé inférieur)
- Mixosaurus (Trias moyen)
- Morganucodon (Trias supérieur)
- Mosasaurus (Crétacé supérieur)
- Muraenosaurus (Jurassique supérieur)
- Mussaurus (Trias supérieur)
- Muttaburrasaurus (Crétacé inférieur)

## N
- Nanchangosaurus (Trias moyen)
- Nannopterygius (Jurassique moyen)
- Nanosaurus (Jurassique supérieur)
- Nanotyrannus (Crétacé supérieur)
- Neovenator (Crétacé inférieur)
- Neuquensaurus (Crétacé supérieur)
- Nothosaurus (Trias)
- Notosuchus (Crétacé supérieur)
- Nyctosaurus (Crétacé supérieur)

## O
- Onchopristis (Crétacé supérieur)
- Ophtalmosaurus (Jurassique supérieur)
- Opisthocoelicaudia (Crétacé supérieur)
- Ornithocheirus (Crétacé inférieur)
- Ornithodesmus (Crétacé inférieur)
- Ornitholestes (Jurassique supérieur)
- Ornithomimus (Crétacé supérieur)
- Ostafrikasaurus (Jurassique supérieur)
- Othnielia (Jurassique supérieur)
- Ouranosaurus (Crétacé inférieur)
- Oviraptor (Crétacé supérieur)
- Ozraptor (Jurassique moyen)

## P
- Pachycephalosaurus (Crétacé supérieur)
- Pachyrhinosaurus (Crétacé supérieur)
- Paracyclotosaurus (Trias moyen)
- Paradapedon (Trias supérieur)
- Paralititan (Crétacé supérieur)
- Parasaurolophus (Crétacé supérieur)
- Parksosaurus (Crétacé supérieur)
- Pegomastax (Jurassique inférieur)
- Peloneustes (Jurassique supérieur)
- Pentaceratops (Crétacé supérieur)
- Peteinosaurus (Trias supérieur)
- Phobetor (Crétacé supérieur)
- Pholidosaurus (Crétacé inférieur)
- Pinacosaurus (Crétacé supérieur)
- Pisanosaurus (Trias supérieur)
- Pistosaurus (Trias moyen)
- Placerias (Trias supérieur)
- Placochelys (Trias supérieur)
- Platecarpus (Crétacé supérieur)
- Plateosaurus (Trias supérieur)
- Plesiosaurus (Jurassique inférieur)
- Pliosaurus (Jurassique supérieur)
- Polacanthus (Crétacé inférieur)
- Prenocephale (Crétacé supérieur)
- Preondactylus (Trias supérieur)
- Proganochelys (Trias supérieur)
- Probactrosaurus (Crétacé inférieur)
- Prosaurolophus (Crétacé supérieur)
- Protarchaeopteryx (Crétacé inférieur)
- Protoceratops (Crétacé supérieur)
- Protostega (Crétacé supérieur)
- Psittacosaurus (Crétacé inférieur)
- Pteranodon (Crétacé supérieur)
- Pterodactylus (Jurassique supérieur)
- Pterodaustro (Crétacé inférieur)
- Ptychodus (Crétacé supérieur)
- Pyroraptor (Crétacé supérieur)

## Q
- Qantassaurus (Crétacé inférieur)
- Qianichthyosaurus (Trias supérieur)
- Quetzalcoatlus (Crétacé supérieur)

## R
- Rapetosaurus (Crétacé supérieur)
- Raptorex (Crétacé supérieur)
- Razanandrogobe (Jurassique moyen)
- Rhabdodon (Crétacé supérieur)
- Rhamphorhynchus (Jurassique supérieur)
- Riojasaurus (Trias supérieur)

## S
- Saichania (Crétacé supérieur)
- Saltasaurus (Crétacé supérieur)
- Sarcosuchus (Crétacé inférieur)
- Saurolophus (Crétacé supérieur)
- Saurophaganax (Jurassique supérieur)
- Sauroposeidon (Crétacé inférieur)
- Scapanorhynchus (Crétacé)
- Scaphognathus (Jurassique supérieur)
- Scelidosaurus (Jurassique inférieur)
- Seismosaurus (Jurassique supérieur)
- Sellosaurus (Trias supérieur)
- Shantungosaurus (Crétacé supérieur)
- Sharovipteryx (Trias supérieur)
- Shonisaurus (Trias supérieur)
- Shunosaurus (Jurassique moyen)
- Sinornithoides (Crétacé inférieur)
- Sinornithosaurus (Crétacé inférieur)
- Sinosauropteryx (Crétacé inférieur)
- Sordes (Jurassique supérieur)
- Spinosaurus (Crétacé supérieur)
- Squalicorax (Crétacé supérieur)
- Stegoceras (Crétacé supérieur)
- Stegosaurus (Jurassique supérieur)
- Struthiomimus (Crétacé supérieur)
- « Stygimoloch » (Crétacé supérieur)
- Styracosaurus (Crétacé supérieur)
- Suchomimus (Crétacé moyen)
- Supersaurus (Jurassique supérieur)
- Squalicorax (Crétacé)

## T
- Tadzhikosuchus (Jurassique supérieur)
- Talarurus (Crétacé supérieur)
- Tanystropheus (Trias moyen)
- Tapejara (Crétacé inférieur)
- Tarbosaurus (Crétacé supérieur)
- Temnodontosaurus (Jurassique inférieur)
- Tenontosaurus (Crétacé inférieur)
- Thecodontosaurus (Trias supérieur)
- Therizinosaurus (Crétacé supérieur)
- Thescelosaurus (Crétacé supérieur)
- Thrinaxodon (Trias inférieur)
- Titanosaurus (Crétacé supérieur)
- Torosaurus (Crétacé supérieur)
- Triceratops (Crétacé supérieur)
- Troodon (Crétacé supérieur)
- Tropeognathus (Crétacé supérieur)
- Tsintaosaurus (Crétacé supérieur)
- Tuojiangosaurus (Jurassique supérieur)
- Tupandactylus (Crétacé inférieur)
- Tusoteuthis (Crétacé supérieur)
- Tylosaurus (Crétacé supérieur)
- Tyrannosaurus (Crétacé supérieur)

## U
- Uatchitodon (Trias supérieur)
- Uberabatitan (Crétacé supérieur)
- Udanoceratops (Crétacé supérieur)
- Ultrasaurus (Crétacé inférieur)
- Utahraptor (Crétacé inférieur)

## V
- Vagaceratops (Crétacé supérieur)
- Vahiny (Crétacé supérieur)
- Vectisaurus (Crétacé inférieur)
- Velociraptor (Crétacé supérieur)

## W
- Walgettosuchus (Crétacé inférieur
- Wannanosaurus (Crétacé supérieur)
- Wintonotitan (Crétacé inférieur)
- Wuerhosaurus (Crétacé inférieur)

## X
- Xiphactinus (Crétacé supérieur)
- Xuwulong (Crétacé inférieur)

## Y
- Yangchuanosaurus (Jurassique supérieur)
- Yanoconodon (Crétacé inférieur)
- Yingshanosaurus (Jurassique supérieur)
- Yongjinglong (Crétacé inférieur)
- Yutyrannus (Crétacé inférieur)

## Z
- Zhongyuansaurus (Crétacé supérieur)
- Zuniceratops (Jurassique supérieur)

- Haut – A
- B
- C
- D
- E
- F
- G
- H
- I
- J
- K
- L
- M
- N
- O
- P
- Q
- R
- S
- T
- U
- V
- W
- X
- Y
- Z